# Johnny Ringo
Johnny Ringo, cujo nome verdadeiro era "John Peters Ringo" (Greensfork, 3 de maio de 1850 –  Turkey Creek Canyon, 13 de julho de 1882), foi um cowboy cuja curta vida se mistura com lendas do Velho Oeste dos Estados Unidos da América. Ele fazia parte da gangue dos Clanton, famosa pelo Tiroteio do OK Corral, em Tombstone (Arizona).
A gangue Clanton era chamada de "the cow-boys", e Ringo se tornou "the King of the Cowboys". Ao que tudo indica esse apelido era exagerado, pois não passava de um pistoleiro comum. Mas essa reputação pode ter contribuído para levá-lo a morte prematura.

## Biografia
Ringo nasceu em Greensfork, Indiana.
Sua família se mudou do Condado de Wayne para Liberty (Missouri) em 1856. Ele foi contemporâneo de Frank James e Jesse James, que viveram próximo de Kearney (Missouri).
Em 1858 a família se mudou para Gallatin (Missouri), onde alugaram uma propriedade do pai de  John W. Sheets ( a primeira vítima "oficial" da quadrilha dos James, quando esta roubou o dinheiro de uma instituição no Condado de Davis em 1869).
Em 30 de julho de 1864, durante uma viagem de diligência da família de Ringo para a Califórnia, ao passar por Wyoming, Martin Ringo (o pai) morreu ao levar um tiro acidental na cabeça.
Em 1879, Ringo atirou em um homem desarmado (Louis Hancock, que sobreviveu) em um saloon do Arizona. Segundo o escritor Louis L'Amour, não havia razão para a fama de "homem perigoso" de Ringo, que se metia em encrencas quando se alterava devido a bebida.

## A guerra do Condado de Mason
Em meados de 1870, Ringo saiu de San José, Califórnia e foi para o Texas, na área do Condado de Mason. Seu companheiro chamado Scott Cooley era um ex-Texas Ranger e filho adotivo do rancheiro Tim Williamson. Por anos as relações entre os americanos e os alemães residentes na área foram tensas, desde a Guerra Civil Americana quando os americanos apoiaram os confederados e os germânicos ficaram do lado das tropas da União.
Desta feita os conflitos começaram quando dois americanos, Elijah e Pete Backus, foram tirados da cadeia e linchados por integrantes da "turba" alemã. Em 13 de maio de 1875, Tim Williamson foi preso por hostilizar e depois foi assassinado pelo fazendeiro alemão Peter Bader. Cooley e seus colegas, incluindo Johnny Ringo, iniciaram uma campanha de terror contra seus rivais, a "Mason County War", também chamada de "Hoodoo War". Cooley matou o auxiliar alemão do xerife Jon Worley em 10 de agosto de 1875.
Ringo cometeu seu primeiro assassinato em 25 de setembro de 1875, James Cheyney. Depois, juntamente com Cooler, mataram Charley Bader, pois teriam se enganado e o tomado pelo irmão  Peter. Presos em Burnet, Texas, os dois fugiram com a ajuda dos colegas. Em Novembro de 1876, a guerra acabou com mais de 12 mortes, inclusive Scott Cooley. Johnny Ringo e seu comparsa George Gladden foram presos. Gladden foi condenado a 99 anos de prisão. Ringo foi absolvido e saiu depois de algum tempo. Seu companheiro de cela teria sido o jovem e lendário matador John Wesley Hardin.

## Tombstone
Ringo apareceu no Condado de Cochise, Arizona em 1879 com seu amigo Joe Hill, quando ocorreu o incidente no saloon. Daí ele foi para Tombstone, Arizona. Ele provavelmente participou de roubos e assassinatos com elementos da gangue dos "cowboy". Ringo não estava no confronto contra os Earp. Ringo e Doc Holliday tiveram uma desavença pública e iriam para o duelo, mas ambos foram presos pelo chefe de polícia de Tombstone James Flynn, por carregarem armas na cidade. Esse episódio aumentou a reputação de Ringo, mas provavelmente ele não teria chances contra Doc, este sim um perigoso pistoleiro.
Dois meses depois, Ringo foi suspeito de ter participado da morte de Morgan Earp em 18 de março de 1882, fato que deu início a vingança dos Earp. Pouco tempo depois ele e seu melhor amigo foram encontrados mortos. Era 14 de julho de 1882 em West Turkey Creek Valley e Ringo tinha um buraco de bala na cabeça. Um inquérito oficial concluiu que sua morte fora suicídio, algumas pessoas dizem que Ringo foi morto num duelo por Doc.

## Cultura Popular

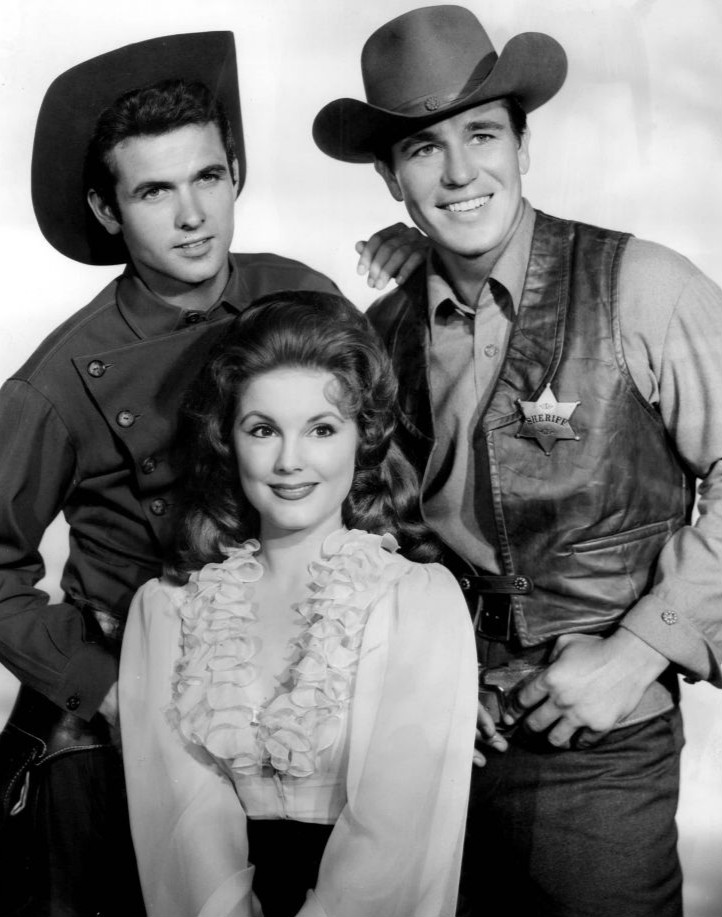
Mark Goddard, Don Durant e Karen Sharpe em foto promocional da serie de TV Johnny Ringo em 1959

- Em 1950, o filme The Gunfighter traz no papel do protagonista o ator Gregory Peck, cujo nome era Jimmy Ringo, referindo-se ao famoso fora-da-lei. No filme, Ringo é mostrado de forma simpática como um pistoleiro que tenta fugir de sua reputação de "rápido no gatilho", mas é constantemente desafiado para duelos por aspirantes à fama.
- Em 1959–60 houve um programa de televisão que usou o nome de Ringo, com pouca veracidade em relação ao verdadeiro Ringo (ele nunca foi corajoso, por exemplo). Johnny Ringo teve 38 episódios e foi interpretado por Don Durant, que usava um revólver de sete-tiros, que surpreendia os vilões.
- O personagem de John Wayne, "The Ringo Kid", no filme Stagecoach, pode ter o nome  usado para correspondê-lo ao verdadeiro John Ringo.
- Ringo foi interpretado por John Ireland em 1957 no filme Gunfight at the O.K. Corral. Nesta versão há uma rixa entre Ringo e Doc Holliday, pelo fato de que Big Nose Kate (chamada de "Kate Fisher" no filme) deixou Doc para se tornar amante de Ringo, o que não é confirmado pelos historiadores.
- Em Stagecoach (1986), remake televisivo do clássico de 1939, Ringo Kid foi interpretado por Kris Kristofferson. O personagem de Doc Boone foi mudado para Doc Holliday, e ele é aliado de Ringo.
- Ringo foi interpretado por Norman Howell no filme de 1994, Wyatt Earp. Neste filme, Curly Bill Brocius é o seu maior antagonista.
- Ringo foi a inspiração para o nome do pai de Django e Sabata, os protagonistas de Konami game Boktai 2: Solar Boy Django.
- Giuliano Gemma por duas vezes interpretou personagens de nome Ringo em filmes do western spaghetti.
- Ringo também apareceu no filme "Tombstone, a justiça está a caminho".